# (10506) Rydberg
(10506) Rydberg ist ein Asteroid des Hauptgürtels, der am 13. Februar 1988 vom belgischen Astronomen Eric Walter Elst am La-Silla-Observatorium (IAU-Code 809) der Europäischen Südsternwarte in Chile entdeckt wurde.
Der Asteroid wurde am 20. März 2000 nach dem schwedischen Physiker Johannes Rydberg (1854–1919) benannt, der hauptsächlich für die Aufstellung der Rydberg-Formel und die nach ihm benannte Rydberg-Konstante bekannt ist.